# Korfbalclub Temse
Korfbalclub Temse is een Belgische korfbalvereniging uit Temse.

## Geschiedenis
De club werd op 29 november 1978 door August Vanderbiest opgericht onder de naam Hoger Op Temse (HO Temse) en kreeg hierbij stamnummer 71. In 2008 werd de naam veranderd naar Korfbalclub Temse. 
In het seizoen 2008-'09 werd de club kampioen in derde nationale van zowel de zaal- als veldcompetitie. In 2011 veroverden ze zowel de titel in de hoofdklasse 1 van het zaalkorfbal (promotie naar de promoleague) en in tweede nationale van het veldkorfbal (promotie naar eerste nationale).
In het seizoen 2022-2023 werd de club kampioen in de promoleague in zowel  zaal- als veldcompetitie en promoveerde zo naar de topleague.

## Accommodaties
KC Temse speelt zijn veldwedstrijden aan het gemeentelijk sportcentrum Fernand Schuerman aan de Clemens De Landtsheerlaan 26 in Temse. De zaalwedstrijden worden gespeeld in de sporthal Temsica.

## Bekende (ex-)spelers
- Paulien Ryckx